# Дё маго (кафе)
«Дё маго́» (фр. Les Deux Magots) — кафе в квартале Сен-Жермен-де-Пре на площади Сен-Жермен в VI округе Парижа.

## Происхождение названия
«Дё маго» в переводе с французского — «два маго». Французский словарь Larousse определяет слово «маго» таким образом:

Фигурка, представляющая собой небрежно сидящего тучного и живописного персонажа. (Производились в Европе, но за основу было взято изображение китайского бога Удовлетворения).
Оригинальный текст (фр.)Figurine représentant un personnage obèse et pittoresque assis. (Réalisées en Europe, ces effigies étaient inspirées par celles du dieu chinois du Contentement.)

То есть, в вольном переводе «маго» можно передать на русский как «китайский болванчик». В помещении кафе есть две такие фигуры маго — отсюда и его название.

## История

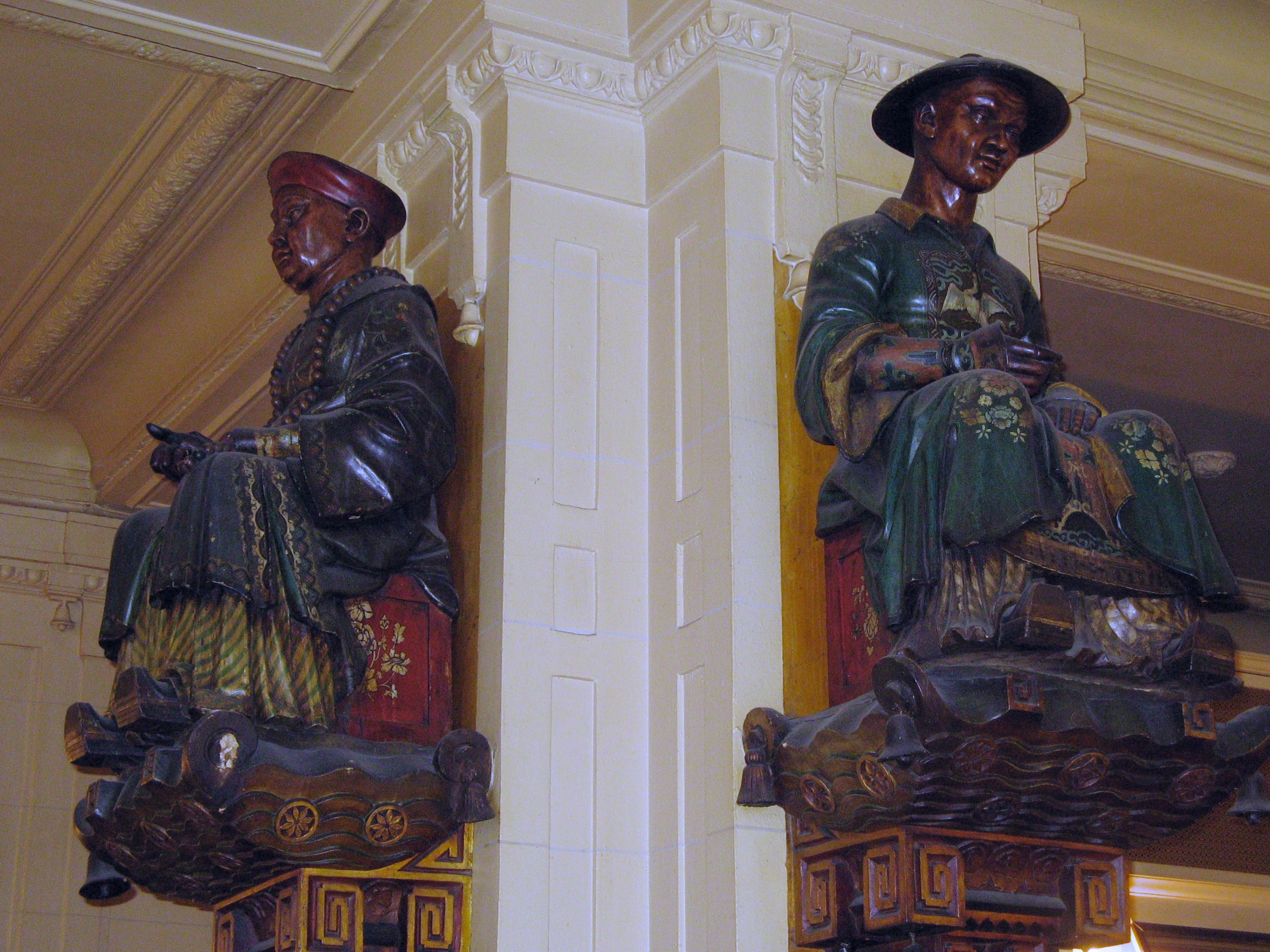
Фигуры двух маго (2007)

Кафе «Дё маго» впервые открыло свои двери в 1891 году. До этого на том же месте располагался магазин новинок «О дё маго» (Aux Deux magots — «У двух маго»).
«Дё маго» играло значительную роль в культурной жизни Парижа. В 1933 году была основана литературная «Премия Дё маго», которая и по сей день вручается здесь же.
Среди знаменитых посетителей кафе можно назвать Эльзу Триоле, Андре Жида, Жана Жироду, Пабло Пикассо, Гийома Аполиннера, Фернана Леже, Антуана Сент-Экзюпери, Жака Превера, Жоржа Батая, Уильяма Фолкнера, Эрнеста Хемингуэя, Жана-Поля Сартра, Симону де Бовуар. Кроме того, здесь часто собирались сюрреалисты под предводительством Андре Бретона.
Ныне кафе остаётся популярным среди творческих людей, но по причине высоких цен стало, в основном, привлекать туристов.

## «Дё маго» в музыке
Инструментальная композиция «Aux Deux Magots» шведской поп-группы Secret Service с одноимённого альбома 1987 года.

## «Дё маго» в кинематографе
- В фильме «Приключения раввина Якова» (1973) персонаж по имени Слиман похищен секретной полицией своей страны в кафе «Дё маго». Этот эпизод напоминает о похищении Махди Бен-Барки в 1965 году у находящейся рядом брассери «Липп»[3][4].

- В фильме Жана Эсташа «Мамочка и шлюха» (1973) Александр встречается на террасе «Дё маго» с Вероникой[5].

- Кафе «Дё маго» показано в одной из в сцен фильме «1+1» (2011), когда главные герои — Филипп (Франсуа Клюзе) и Дрисс (Омар Си)  останавливаются там после утренней прогулки по набережной Сены, чтобы облегчить страдания Филиппа посреди ночи.

## Галерея

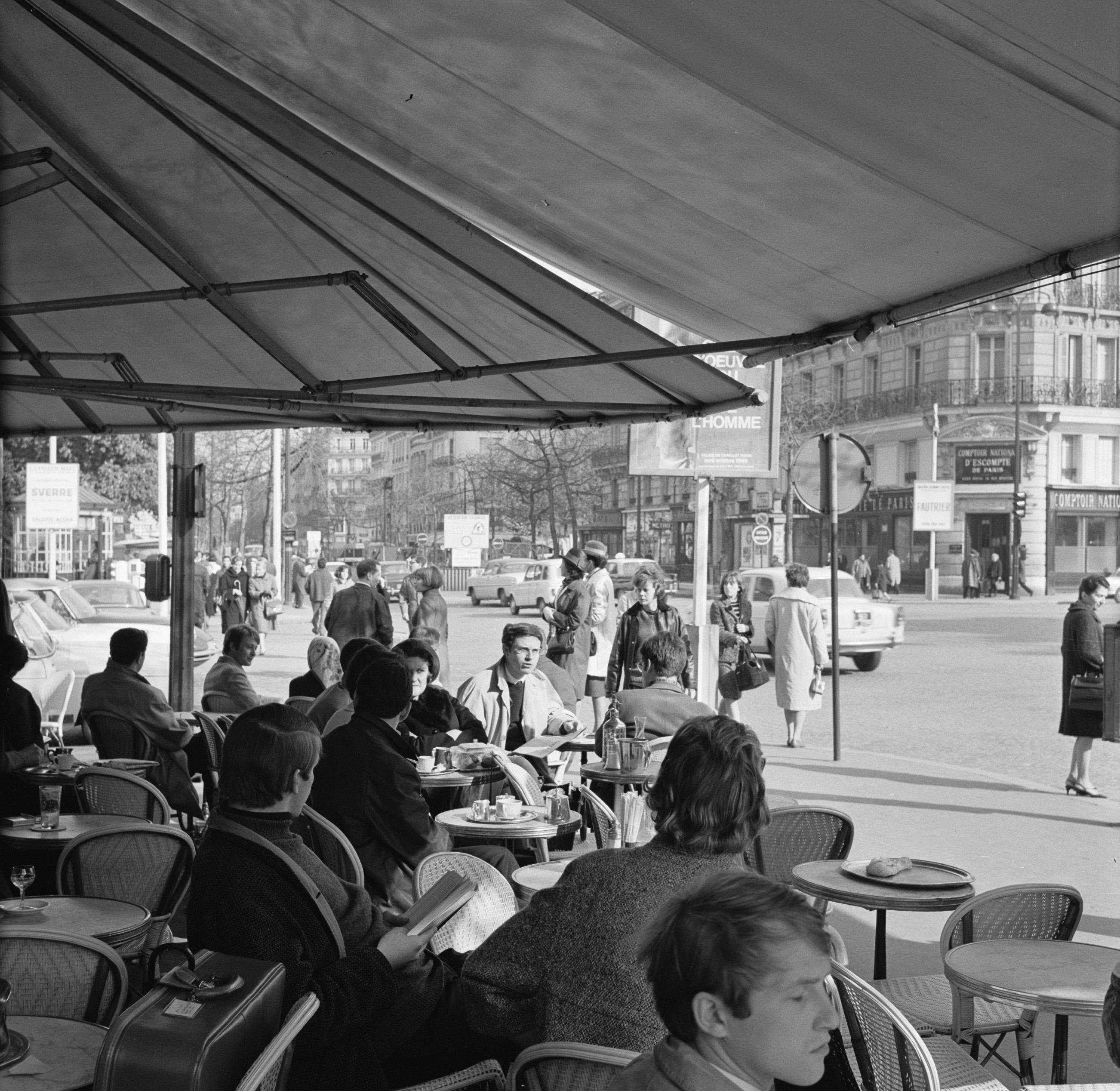
Терраса кафе «Дё маго» (1965)
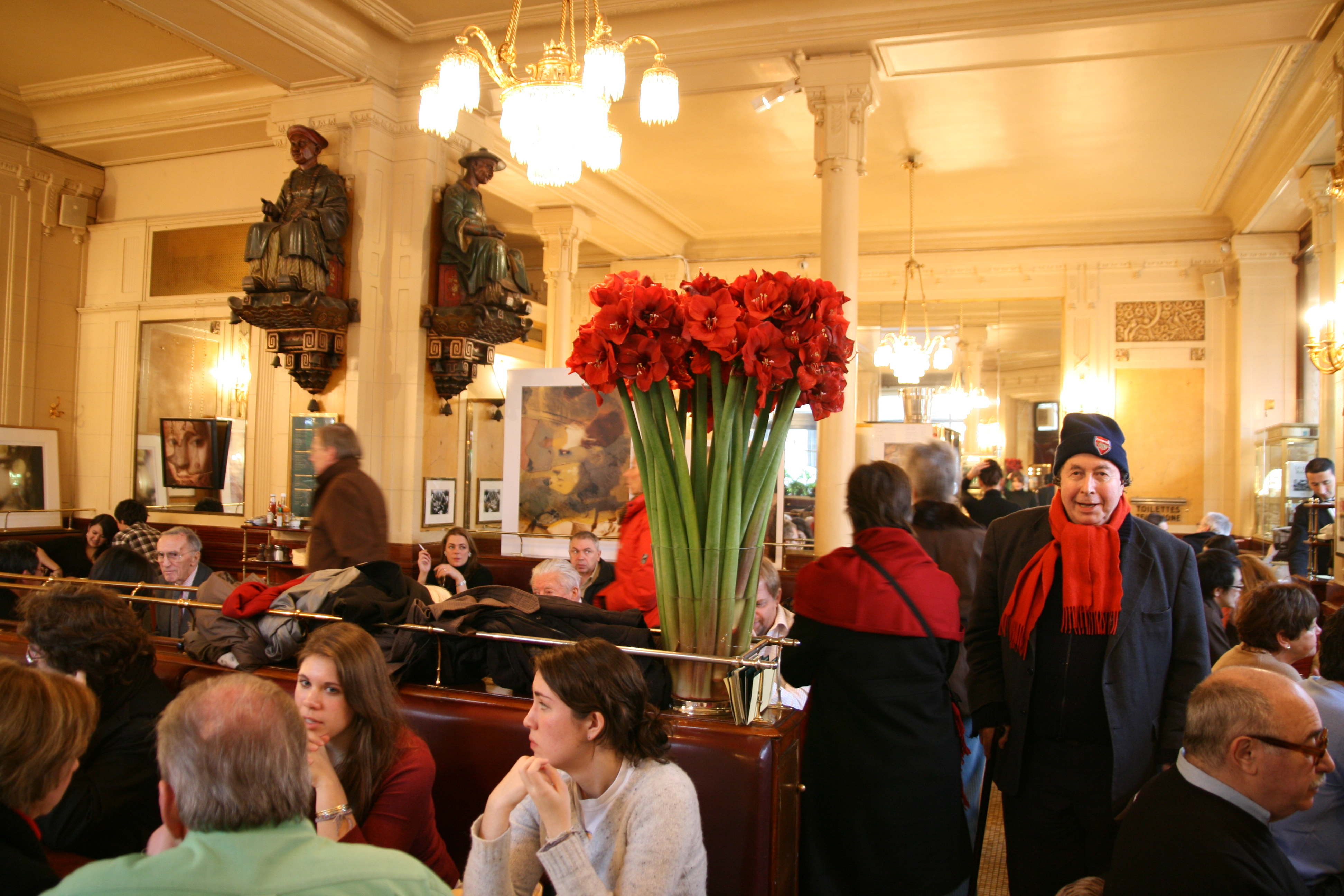
Зал кафе (2006)
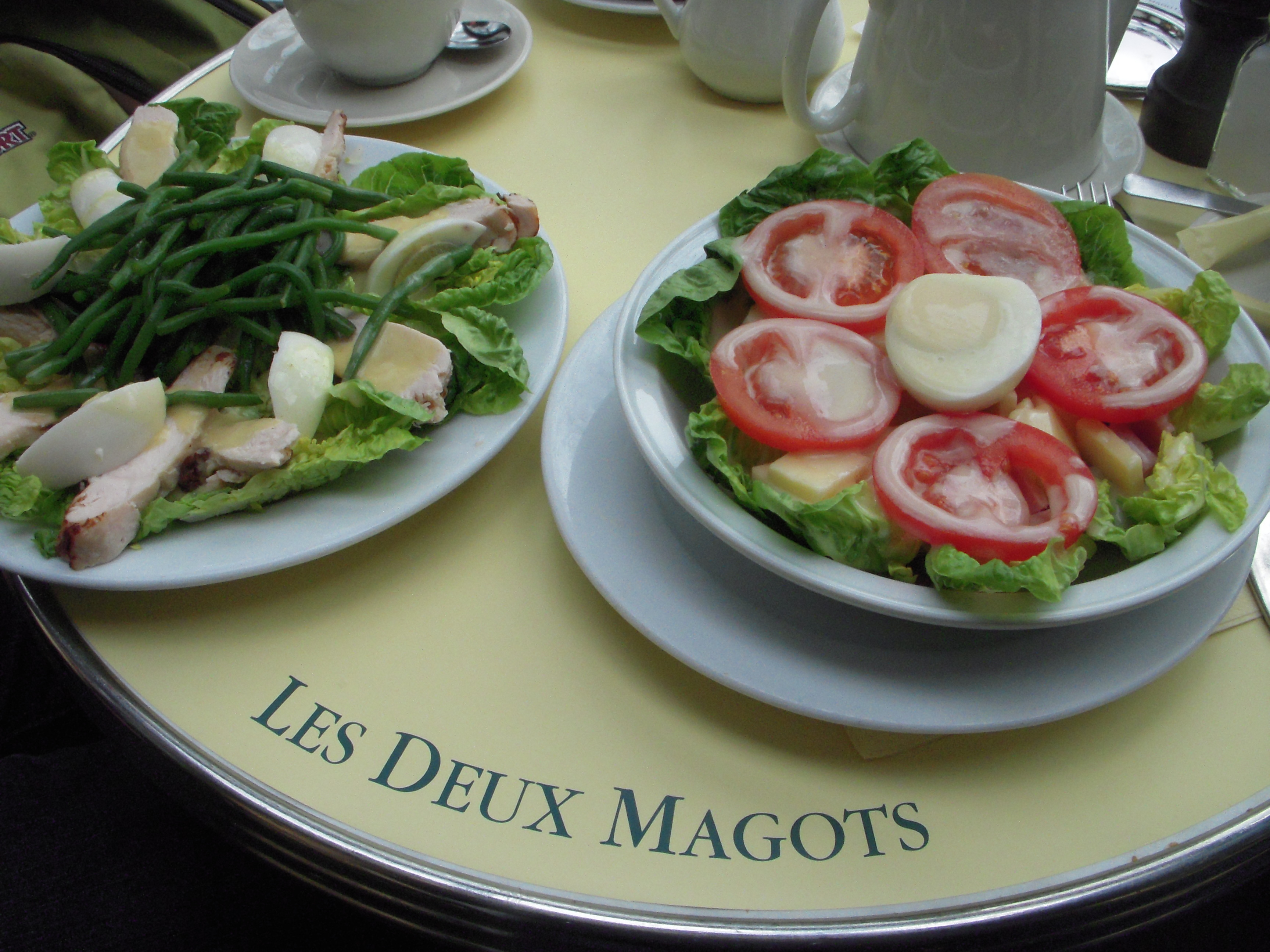
Ланч в «Дё маго» (2010)
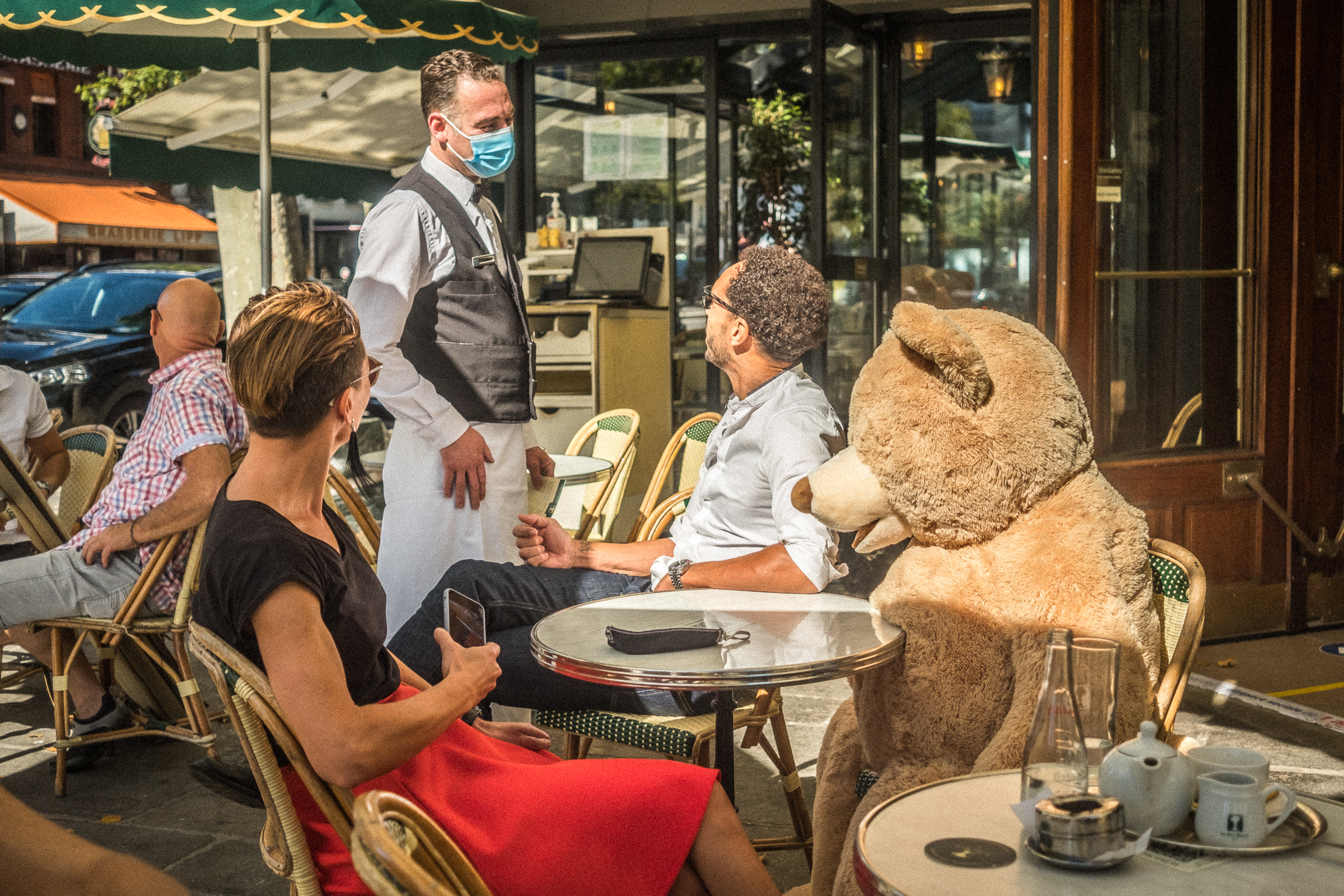
На террасе «Дё маго» во время пандемии COVID-19 (август 2020)